# Abiathar
Abiathar était un grand prêtre d'Israël, fils et successeur d'Achimélech.
Il s'attacha à David, fut persécuté par Saül, et privé du sacerdoce par Salomon, parce qu'il favorisait le parti d'Adonias.
Il est cité dans l'évangile de Marc (2,23-28) par confusion avec son père qui donna du pain de proposition (en) à David.